# Neodythemis gorillae
Neodythemis gorillae là một loài chuồn chuồn ngô thuộc họ Libellulidae. Loài này có ở Cameroon, Nigeria, và Uganda. Môi trường sống tự nhiên của nó là các khu rừng đất thấp ẩm nhiệt đới và cận nhiệt đới.